# Marco Valerio Hómulo
Marco Valerio Hómulo  fue  senador romano del siglo II que desarrolló su carrera bajo los emperadores Antonino Pío y Marco Aurelio.

## Carrera pública
Fue cónsul ordinario en 152 con Manio Acilio Glabrión y patrón de la ciudad de Capua (Campania).

## Relación con el emperador
Según cuenta la Historia Augusta, en cierta ocasión habló contra Marco Aurelio y su madre, Domicia Lucila, ante Antonino Pío, pero sus palabras no tuvieron ningún efecto. En otra ocasión, mientras Antonino Pío visitaba su casa y admiraba unas columnas de pórfido, el emperador le preguntó si procedían de las canteras imperiales. Hómulo respondió «cuando entras en la casa de otro hombre debes ser sordo y mudo». Este comentario ha sido interpretado de diversas formas: como un puyazo afable a un amigo o como una bofetada al emperador.